# Giovanni Cavasin
Giovanni Cavasin (Zelarino, 31 dicembre 1912 – Venezia, 27 maggio 1957) è stato un allenatore di calcio e calciatore italiano, di ruolo portiere.

## Carriera
Dal 1933 al 1939 gioca con la maglia del Padova una stagione di Serie A, tre di Serie B e due di Serie C vincendo anche il campionato di Serie C 1936-1937.
Con il Mestre gioca il Campionato Alta Italia 1943-1944, ricoprendo anche il ruolo di allenatore della squadra.
In carriera ha totalizzato complessivamente 3 presenze in Serie A e 70 in Serie B.

## Palmarès

### Giocatore

#### Competizioni nazionali
- Campionato italiano Serie C: 1

Padova: 1936-1937